# Nompatelize
Nompatelize és un municipi francès, situat al departament dels Vosges i a la regió del Gran Est. L'any 2007 tenia 555 habitants.

## Demografia

### Població
El 2007 la població de fet de Nompatelize era de 555 persones. Hi havia 203 famílies, de les quals 40 eren unipersonals (12 homes vivint sols i 28 dones vivint soles), 68 parelles sense fills, 83 parelles amb fills i 12 famílies monoparentals amb fills.
La població ha evolucionat segons el següent gràfic:
Habitants censats

### Habitatges
El 2007 hi havia 233 habitatges, 207 eren l'habitatge principal de la família, 16 eren segones residències i 10 estaven desocupats. 214 eren cases i 18 eren apartaments. Dels 207 habitatges principals, 181 estaven ocupats pels seus propietaris, 22 estaven llogats i ocupats pels llogaters i 4 estaven cedits a títol gratuït; 1 tenia una cambra, 6 en tenien dues, 8 en tenien tres, 36 en tenien quatre i 156 en tenien cinc o més. 176 habitatges disposaven pel capbaix d'una plaça de pàrquing. A 71 habitatges hi havia un automòbil i a 124 n'hi havia dos o més.

### Piràmide de població
La piràmide de població per edats i sexe el 2009 era:
| Homes | Edats   | Dones |
| ----- | ------- | ----- |
| 4     | 95 o +  | 0     |
| 4     | 90 a 94 | 0     |
| 0     | 85 a 89 | 0     |
| 0     | 80 a 84 | 8     |
| 4     | 75 a 79 | 8     |
| 8     | 70 a 74 | 12    |
| 8     | 65 a 69 | 8     |
| 12    | 60 a 64 | 12    |
| 0     | 55 a 59 | 8     |
| 28    | 50 a 54 | 20    |
| 16    | 45 a 49 | 20    |
| 32    | 40 a 44 | 36    |
| 36    | 35 a 39 | 16    |
| 4     | 30 a 34 | 16    |
| 12    | 25 a 29 | 20    |
| 20    | 20 a 24 | 20    |
| 12    | 15 a 19 | 8     |
| 48    | 10 a 14 | 28    |
| 12    | 5 a 9   | 12    |
| 8     | 0 a 4   | 12    |

## Economia
El 2007 la població en edat de treballar era de 366 persones, 287 eren actives i 79 eren inactives. De les 287 persones actives 260 estaven ocupades (155 homes i 105 dones) i 27 estaven aturades (7 homes i 20 dones). De les 79 persones inactives 33 estaven jubilades, 21 estaven estudiant i 25 estaven classificades com a «altres inactius».

### Ingressos
El 2009 a Nompatelize hi havia 213 unitats fiscals que integraven 576 persones, la mediana anual d'ingressos fiscals per persona era de 18.507 €.

### Activitats econòmiques
Dels 14 establiments que hi havia el 2007, 1 era d'una empresa de fabricació de material elèctric, 1 d'una empresa de fabricació d'elements pel transport, 2 d'empreses de fabricació d'altres productes industrials, 2 d'empreses de construcció, 3 d'empreses de comerç i reparació d'automòbils, 1 d'una empresa de transport, 1 d'una empresa d'hostatgeria i restauració, 1 d'una empresa d'informació i comunicació, 1 d'una entitat de l'administració pública i 1 d'una empresa classificada com a «altres activitats de serveis».
Dels 3 establiments de servei als particulars que hi havia el 2009, 1 era un taller de reparació d'automòbils i de material agrícola, 1 guixaire pintor i 1 perruqueria.
L'únic establiment comercial que hi havia el 2009 era una adrogueria.
L'any 2000 a Nompatelize hi havia 8 explotacions agrícoles que ocupaven un total de 425 hectàrees.

## Equipaments sanitaris i escolars
El 2009 hi havia una escola elemental integrada dins d'un grup escolar amb les comunes properes formant una escola dispersa.

## Poblacions més properes
El següent diagrama mostra les poblacions més properes.